# 米田容子
米田容子（日语：／ Yoneda Yoko，1975年11月22日—）是一名日本女子花样游泳运动员。她曾参加了2000年悉尼奥运会，并在比赛中获得女子花样游泳比赛团体银牌。 在2004年雅典奥运会，她获得女子花样游泳比赛团体银牌。